# Briefmarken-Ausgaben für das Generalgouvernement 1941
Die Briefmarken-Ausgaben für das Generalgouvernement 1941 wurden von der Deutschen Reichspost für das zwei Jahre zuvor errichtete Generalgouvernement herausgegeben.

## Liste der Ausgaben und Motive
Legende
- Bild: Eine bearbeitete Abbildung der genannten Marke. Das Verhältnis der Größe der Briefmarken zueinander ist in diesem Artikel annähernd maßstabsgerecht dargestellt. Sollten keine Marken abgebildet sein, liegt es daran, dass das Urheberrecht des Künstlers noch nicht erloschen ist.
- Beschreibung: Eine Kurzbeschreibung des Motivs und/oder des Ausgabegrundes. Bei ausgegebenen Serien oder Blocks werden die zusammengehörigen Beschreibungen mit einer Markierung versehen eingerückt.
- Wert: Der Frankaturwert der einzelnen Marke in Groszy. Ein „+“ bedeutet, dass es sich um eine Zuschlagsmarke handelt (= Frankaturwert + Spende).
- Ausgabedatum: Das Datum des erstmaligen Verkaufs dieser Briefmarke.
- Gültig bis: Das Datum, an dem die Gültigkeit endete.
- Auflage: Soweit bekannt, wird hier die zum Verkauf angebotene Anzahl dieser Ausgabe angegeben.
- Entwurf: Soweit bekannt, wird hier angegeben, von wem der Entwurf dieser Marke stammt.
- Mi.-Nr.: Diese Briefmarke wird im Michel-Katalog unter der entsprechenden Nummer gelistet.

| Dauermarken |                                                                                      |                |                   |                                          |           |                  |       |
| Bild        | Beschreibung                                                                         | Wert in Groszy | Ausgabe- datum    | gültig bis                               | Auflage   | Entwurf          | MiNr. |
|             | Bauwerke - Barbakan, Torzwinger in Krakau                                            | 2 Złoty        | 22. Mai 1941      | bis zur Aufgabe des Generalgouvernements | unbekannt | Fahringer        | 63    |
|             | - Kloster Tyniec bei Krakau                                                          | 4 Złoty        | 10. Juli 1941     | bis zur Aufgabe des Generalgouvernements | unbekannt | Fahringer        | 64    |
|             | - Burganlage Wawel in Krakau aus der Nürnberger Weltchronik von Hartmann Schedel     | 10 Złoty       | 20. April 1941    | bis zur Aufgabe des Generalgouvernements | unbekannt | K. Gessner       | 65    |
|             | Bauwerke - Sandomiersk Bastei der Burg Wawel in Krakau                               | 8              | 8. September 1941 | bis zur Aufgabe des Generalgouvernements | unbekannt | Erwin Puchinger  | 66    |
|             | - Jagiellonen-Universität in Krakau                                                  | 12             | 15. August 1941   | bis zur Aufgabe des Generalgouvernements | unbekannt | Erwin Puchinger  | 67    |
|             | - Brigittenkirche in Lublin                                                          | 30             | 8. September 1941 | bis zur Aufgabe des Generalgouvernements | unbekannt | Erwin Puchinger  | 68    |
|             | - Rathaus in Sandomierz                                                              | 48             | 8. September 1941 | bis zur Aufgabe des Generalgouvernements | unbekannt | Erwin Puchinger  | 69    |
|             | - Brühlsches Palais in Warschau                                                      | 1 Złoty        | 8. September 1941 | bis zur Aufgabe des Generalgouvernements | unbekannt | Erwin Puchinger  | 70    |
|             | Dauermarkenserie mit Porträt von Adolf Hitler, siehe auch Reichskanzler Adolf Hitler | 2              | 26. Oktober 1941  | bis zur Aufgabe des Generalgouvernements | unbekannt | Wilhelm Dachauer | 71    |
|             |                                                                                      | 6              | 26. Oktober 1941  | bis zur Aufgabe des Generalgouvernements | unbekannt | Wilhelm Dachauer | 72    |
|             |                                                                                      | 8              | 26. Oktober 1941  | bis zur Aufgabe des Generalgouvernements | unbekannt | Wilhelm Dachauer | 73    |
|             |                                                                                      | 10             | 26. Oktober 1941  | bis zur Aufgabe des Generalgouvernements | unbekannt | Wilhelm Dachauer | 74    |
|             |                                                                                      | 12             | 26. Oktober 1941  | bis zur Aufgabe des Generalgouvernements | unbekannt | Wilhelm Dachauer | 75    |
|             |                                                                                      | 16             | 26. Oktober 1941  | bis zur Aufgabe des Generalgouvernements | unbekannt | Wilhelm Dachauer | 76    |
|             |                                                                                      | 20             | 26. Oktober 1941  | bis zur Aufgabe des Generalgouvernements | unbekannt | Wilhelm Dachauer | 77    |
|             |                                                                                      | 24             | 26. Oktober 1941  | bis zur Aufgabe des Generalgouvernements | unbekannt | Wilhelm Dachauer | 78    |
|             |                                                                                      | 30             | 26. Oktober 1941  | bis zur Aufgabe des Generalgouvernements | unbekannt | Wilhelm Dachauer | 79    |
|             |                                                                                      | 32             | 26. Oktober 1941  | bis zur Aufgabe des Generalgouvernements | unbekannt | Wilhelm Dachauer | 80    |
|             |                                                                                      | 40             | 26. Oktober 1941  | bis zur Aufgabe des Generalgouvernements | unbekannt | Wilhelm Dachauer | 81    |
|             |                                                                                      | 48             | 26. Oktober 1941  | bis zur Aufgabe des Generalgouvernements | unbekannt | Wilhelm Dachauer | 82    |